# Dynasty Warriors DS: Fighter's Battle
Dynasty Warriors DS: Fighter's Battle (真・三國無双DSファイターズバトル, Shin Sangokumusō DS Fighter's Battle) est un jeu vidéo de type hack 'n' slash développé et édité par Koei, sorti en 2007 sur Nintendo DS.

## Accueil
- Electronic Gaming Monthly : 5,33/10[1]
- Game Informer : 6,5/10[2]
- GameSpot : 4,5/10[3]
- GameSpy : 3/5[4]
- GamesRadar+ : 2,5/5[5]
- GameZone : 6,2/10[6]
- IGN : 5,9/10[7]
- Jeuxvideo.com : 6/20[8]